# Monomorium clavicorne
Monomorium clavicorne är en myrart som beskrevs av Andre 1881. Monomorium clavicorne ingår i släktet Monomorium och familjen myror.

## Underarter
Arten delas in i följande underarter:
- M. c. clavicorne
- M. c. punicum